# Willem Dafoe
Willem Dafoe (22. srpnja 1955.), američki filmski i kazališni glumac, četiri puta nominiran za Oscara, i osnivač eksperimentalne kazališne grupe The Wooster Group.
Rođen je u obitelji kirurga i medicinske sestre u Appletoinu, Wisconsin.
Pravo ime bilo mu je William J. Dafoe, ali ga je promijenio u Willem da ga ljudi ne bi zvali Billy.
Nakon završenog školovanja, karijeru glumca započinje 1981. godine.
Do sada je snimio šezdesetak ostvarenja, a zbog oštrih crta lica i iskrivljenog smiješka često je glumio negativce.
Među najbolje uloge spadaju mu :"Vod smrti", "Američki psiho", "Sjena vampira", i "Spider-Man".
1993. godine snimio je "Body of Evidence". Nasuprot njemu bila je Madonna, kojoj je priuštio kunilingus, te se pojavio skroz gol.
Ima sina Jacka, rođenog 1982. godine. Ženio se dva puta.
Dobar prijatelj mu je John C. McGinley.